# Іст-Ентерпрайз (Індіана)
Іст-Ентерпрайз (англ. East Enterprise) — переписна місцевість (CDP) в США, в окрузі Світзерленд штату Індіана. Населення — 145 осіб (2020).

## Географія
Іст-Ентерпрайз розташований за координатами 38°52′13″ пн. ш. 84°59′21″ зх. д. / 38.87028° пн. ш. 84.98917° зх. д. (38.870221, -84.989048).  За даними Бюро перепису населення США в 2010 році переписна місцевість мала площу 1,34 км², уся площа — суходіл.

## Демографія
Згідно з переписом 2010 року, у переписній місцевості мешкало 148 осіб у 56 домогосподарствах у складі 40 родин. Густота населення становила 110 осіб/км².  Було 66 помешкань (49/км²).
Расовий склад населення:
| - 97,3 % — білих - 0,7 % — корінних американців - 0,7 % — чорних або афроамериканців |

До двох чи більше рас належало 1,4 %. Частка іспаномовних становила 0,0 % від усіх жителів.
За віковим діапазоном населення розподілялося таким чином: 24,3 % — особи молодші 18 років, 62,9 % — особи у віці 18—64 років, 12,8 % — особи у віці 65 років та старші. Медіана віку мешканця становила 39,5 року. На 100 осіб жіночої статі у переписній місцевості припадало 92,2 чоловіків;  на 100 жінок у віці від 18 років та старших — 93,1 чоловіків також старших 18 років.
Середній дохід на одне домашнє господарство  становив 40 939 доларів США (медіана — 28 576), а середній дохід на одну сім'ю — 31 056 доларів (медіана — 28 264). За межею бідності перебувало 66,8 % осіб, у тому числі 100,0 % дітей у віці до 18 років та 0,0 % осіб у віці 65 років та старших.
Цивільне працевлаштоване населення становило 138 осіб. Основні галузі зайнятості: мистецтво, розваги та відпочинок — 26,8 %, фінанси, страхування та нерухомість — 8,0 %, будівництво — 7,2 %.